# ساقی‌نامه
ساقی‌نامه به نقل از دهخدا «نوعی شعر مثنوی در بحر متقارب [مثمن مقصور یا محذوف] است [وزن و گویش حماسی دارد] که در آن شاعر خطاب به ساقی کند و مضامینی در یاد مرگ و بیان بی‌ثباتی حیات دنیوی و پند و اندرز و حکمت و غیره آورد. با اینکه این نوع شعر را به علت ذکر باده و جام با سایر اشعار خمریه مناسبتی است اما دو شرط اینکه مثنوی باشد و در بحر متقارب گفته آید آن را نوع خاصی در میان اشعار فارسی قرار می‌دهد و نیز روح خاص فلسفی و اخلاقی و عرفانی این نوع منظومه‌ها با مضامین عادی سایر خمریات تفاوتی آشکار دارد.»
برای مثال ساقی‌نامه متفاوت از مغنی‌نامه و خمریه است. مغنی‌نامه خطاب به مغنی است و دعوت و ترغیب اوست به خواندن آواز و سرود و رامش‌گری (به نقل از دهخدا). شعرهایی که در توصیف شراب سروده شوند خمریه نامیده می‌شوند (مانند خمریه‌های رودکی و منوچهری. خمریه از عرب وارد فارسی شده و والد ساقی‌نامه شمرده می‌شود.)
سیروس شمیسا :
ساقی‌نامه گونه‌ای از شغر غنایی است که معمولا در قالب مثنوی و بر وزن شاهنامه سروده می‌شود. مضامین بکار رفته در ساقی‌نامه عبارتند از: ساقی٬ ساغر٬ باده٬ مینا٬ جام٬ سبو٬ میکده٬ پیر می فروش٬ دختر رز و تاک٬ محتسب٬ صبوحی و توبه. شاعر در ساقی‌نامه٬ ساقی و مغنی را خطاب قرار داده و از آنان می‌خواهد که شرابی در ساغر بریزند و سرودی خوش بنوازند. سپس ضمن اشاره به گذر سریع عمر و ناپایداری دنیا٬ و جفای روزکار٬ خواننده را به اغتنام فرصت و دریافتن دم فرا می خواند.
در دوران صفویه سرودن ساقی‌نامه رواج فراوانی یافت و ملاعبدالعلی فخرالزمانی در این دوره تذکرهٔ میخانه را در شرح احوال شاعران ساقی‌نامه سرا نوشت.  در ادبیات ترکی هم به تقلید از ادبیات فارسی ساقی‌نامه سرایی متداول گردید.
شرح حال و ساقینامه های 27 نفر از شعرای ساقی نامه سرای آذربایجان  که بر حسب تقدم زمانی مرتب گردیده٬ توسط هدایت حصاری منتشر گردیده است. 
هرچند که نظامی  را مبتکر ساقی‌نامه می‌دانند، برخی معتقدند ساقی نامه ها از شاهنامه نیز تاثیر پذیرفته اند. نظامی گنجوی، ملهم از ابیات پراکندهٔ شاه‌نامه، سرایندهٔ نخستین منظومهٔ مستقل از این نوع است. بعدها دیگران نیز راه نظامی را ادامه دادند و ساقی‌نامه را به سبکی در شعر کلاسیک ایران تبدیل نمودند. ساقی‌نامهٔ حافظ، میر رضی آرتیمانی ، نظامی و ملهم کاشانی معروف‌ترین ساقی‌نامه‌های ادبیات ایرانند.

## اجرای موسیقیایی ساقی‌نامه‌ها
اجرای آوازی ساقی‌نامه‌ها (که صوفی‌نامه نیز نامیده می‌شوند) معمولاً در مایه‌های همایون، بیات اصفهان و ماهور (و بعضی وقت‌ها نوا) است. ساقی‌نامه در شکسته ماهور "کُشته مرده" هم نامیده می‌شود.
ابوالحسن صبا ملودی ای با نام ساقی نامه و در دستگاه همایون ساخته است که در آلبوم دوره های سنتور استاد ابوالحسن صبا (لوح چهارم) ارائه شده است.
ایرج خواجه امیری (در فیلم جوانمرد)،علیرضا افتخاری در آلبوم شور عشق ، شهرام ناظری در آلبوم ساقی نامه و حسام الدین سراج در آلبوم آیینه رو تصنیف هایی با اشعار و ملودی ساقی نامه اجرا کرده اند

## برخی از مضامین ساقی‌نامهعراقی
فخرالدین عراقی نخستین کسی است که ساقی‌نامهٔ مستقلی در قالب ترجیع بند سرود.  مخاطب عراقی در بیشتر ابیات٬ ساقی آتش دست است. عراقی از وی می‌خواهد از بند خویش رهاییش دهد و آن جام جهان‌نمایی که آفتاب روی ساقی را در آن می‌توان دید٬‌بدو بخشد.
طلب مِی از ساقی:
| مخمور مِی‌ام بیار ساقی |  | نقل و مِی‌ از آن لب شکّرپاش |

و
| ساقی مِی‌ مهر ریز در کام |  | بنما به شب آفتاب از جام |

مستی با یادآوری لب معشوق:
| یا یاد لب تو٬ عاشقان را |  | حاجت نبود به ساغر و جام |

ناز و کرشمهٔ معشوق:
| دشنام دهد به جای بوسه |  | وآن نیز به صد کرشمه و ناز |

آشکار گشتن راز عشق:
| پنهان چه زنم نوای عشقش |  | کز پرده برون فتاده این راز |

ناکامی عشق:
| کردم هوس لبت٬‌ ندیدم |  | کامی چو از آن لب شکر ریز |

طلب از خود رهایی:
| تا با خودم از خودم خبر نیست |  | با خود نفسی نبودمی کاش |

ایثار عشق:
| در پاش کسی که سر نیفکند |  | چون طرّهٔ او نشد سرافراز |

همنشینی با حریف؛
| در میکده با حریف قلاش |  | بنشین و شراب نوش و خوش باش |

حیاتی بودن شراب:
| می ده که نمی‌شود میسر |  | بی آب حیات٬ زندگانی |

ترک زهد:
| من نیز به ترک زهد گفتم |  | اینک شب و روز همچو اوباش |

آشکار گشتن راز عاشق:
| پنهان چه زنم نوای عشقش |  | کز پرده برون فتاده این راز |

گرفتاری عاشق:
| دل زلف تو دانه دید٬ ناگاه |  | افتاد به بوی دانه در دام |

## ابیاتی از ساقی‌نامه‌ها
- از ساقی‌نامهٔ رضی‌الدین آرتیمانی[۷]:

| الهی به مستان میخانه ات    |  | به عقل آفرینان دیوانه ات |
| به رندان سر مست آگاه دل    |  | که هرگز نرفتند جز راه دل |
| مئی ده که چون ریزیش در سبو |  | بر ‌آرد سبو از دل آواز هو |
| به مستان افتاده در پای خم  |  | به رندان پیمانه پیمای خم |
| خدا را بجان خراباتیان      |  | کزین تهمت هستیم وارهان   |
| مئی ده که چون ریزیش در سبو |  | بر ‌آرد سبو از دل آواز هو |

- از ساقی‌نامهٔ حافظ

| بیا ساقی آن می که حال آورد   |  | کرامت فزاید کمال آورد        |
| بیا ساقی آن می که عکسش ز جام |  | به کیخسرو و جم فرستد پیام    |
| به من ده که بدنام خواهم شدن  |  | خراب می و جام خواهم شدم      |
| بده تا روم بر فلک شیر گیر    |  | به هم بر زنم دام این گرگ پیر |

- از ساقی‌نامهٔ امیر خسرو دهلوی[۸]

| بیا تا به شادی و فرخندگی   |  | بر آریم باهم دَم زندگی       |
| به هم صحبتان دوستگانی دهیم |  | نشینیم و داد جوانی دهیم     |
| اگر باز کاویم بنیاد را     |  | بنا بر غم است آدمی‌زاد را    |
| چو غم را کرانه پدیدار نیست |  | به از شاد بودن دگر کار نیست |
| یک امروز در خوشدلی رو نهیم |  | غم دی و فردا به یکسو نهیم   |

- از ساقی‌نامهٔ خواجوی کرمانی[۹]

| بیا تا خرد را قلم در کشیم  |  | ز مستی به عالم علم دَر کشیم |
| ز جام دمادم. دمی در زنیم   |  | به می آب بر آتش غم زنیم    |
| دمی خوش بر آریم با همدمی   |  | غمی باز گوییم با محرمی     |
| یک امروز با یکدگر می خوریم |  | چو فرصت نباشد دگر کی خوریم |

- از ساقی‌نامهٔ جواد نوربخش[۱۰]

| بده ساقی آن می که جان سوزدم |  | ز خاطر غم این و آن سوزدم   |
| بده آتشی تا که آبم کند      |  | برد آب و هستی خرابم کند    |
| مئی ده که از خویشتن گم شوم  |  | سبو بشکنم ساکن خم شوم      |
| مئی ده که جان برفروزد مرا   |  | دل و جان و اندیشه سوزد مرا |

- از ساقی‌نامهٔ وحدت کرمانشاهی:

| بیا ساقی و می به گردش درآر |  | که دل گیرم از گردش روزگار |
| میی ده که چون ریزیش در سبو |  | برآرد سبو از دل آواز او   |

- از ساقی نامه علیرضا نوربخش[۱۱]

| الهی به پاکان و دریا دلان    |  | به درد آشنایان دل بیکران      |
| به آنان که مست صفای تواند    |  | فنا از خود و در بقای تواند    |
| الهی به عشاق بی چون و چند    |  | که جان داده در عشق تو پایبند  |
| به آنان که جز تو ندارند دوست |  | که غیر تو دیگر همه رنگ و بوست |
| به آنان که در خدمت کردگار    |  | به خلقی کمک کرده در روزگار    |
| به درمان جمعی شده غمگسار     |  | پر از مهر باشد دل و انکسار    |

- از ساقی‌نامهٔ امیدی تهرانی:

| بیا ساقی آن تلخ شیرین گوار  |  | که شیرین کند تلخی روزگار   |
| بیا ساقی آن جام گیتی نما    |  | که از جم رسیدست دورش به ما |
| بیا ساقی آن آفت عقل و هوش   |  | بیا ساقی آن لعبت لعل پوش   |
| به من ده که بی هوشیم آروزست |  | به مستان هم آغوشیم آروزست  |

- از شاه شجاع[۱۲]

| بیا ساقی آن روشنی بخش روج   |  | که چون زهره روشن بود در صبوح  |
| به من ده که دل را دوایی کنم |  | در این تیره خاکش صفایی کنم    |
| بیا ساقی آن دل باغ را کلید  |  | به من ده که جانم به طاقت رسید |
| مگر مشرب عمر صافی کنم       |  | زمان گذشته تلاقی کنم          |
| بیا ساقی آن مایه‌بخش امید    |  | که دارد دل آدمی پر نوید       |

- از ساقی‌نامهٔ هوشنگ ابتهاج :

| بیا ساقی آن می که جام آفرید  |  | به من ده که جان جامه بر تن درید |
| کجا تن کشد بار هنگامه اش     |  | که او جان جان است و جان جامه اش |
| بیا ساقی آن می که خون حیات   |  | ازو شد روان در رگ کاینات        |
| به من ده که خورشید رخشان شوم |  | ز گنج نهان گوهرافشان شوم        |